# Campeonato Mundial de Ciclismo em Pista de 1994
O XCI Campeonato Mundial de Ciclismo em Pista celebrou-se em Palermo (Itália) entre 15 e 20 de agosto de 1994 baixo a organização da União Ciclista Internacional (UCI) e a Federação Ciclística de Itália.
As competições realizaram-se no Velódromo Paolo Borsellino da cidade italiana. Ao todo disputaram-se 11 provas, 8 masculinas e 3 femininas. Foi a última vez que se disputaram as provas masculinas de tándem e meio fundo.

## Medalhistas

### Masculino
| Evento                  | Ouro                                                                                 | Prata                                                                               | Bronze                                                                            |
| ----------------------- | ------------------------------------------------------------------------------------ | ----------------------------------------------------------------------------------- | --------------------------------------------------------------------------------- |
| Velocidade individual   | Marty Nothstein · Estados Unidos                                                     | Darryn Hill · Austrália                                                             | Michael Hübner · Alemanha                                                         |
| Perseguição individual  | Christopher Boardman · Reino Unido · 4:27,742                                        | Francis Moreau · França · 4:39,301                                                  | Jens Lehmann · Alemanha ·                                                         |
| Perseguição por equipas | Alemanha · Andreas Bach · Guido Fulst · Jens Lehmann · Danilo Hondo · Olaf Pollack · | Estados Unidos · Carl Sundquist · Dirk Copeland · Mariano Friedick · Adam Laurent · | Austrália · Brett Aitken · Stuart O'Grady · Timothy O'Shannessey · Rodney McGee · |
| 1 km contrarrelógio     | Florian Rousseau · França · 1:03,163                                                 | Erin Hartwell · Estados Unidos · 1:03,795                                           | Shane Kelly · Austrália · 1:03,846                                                |
| Carreira por pontos     | Bruno Risi · Suíça · 35 pts.                                                         | Jan Bo Petersen · Dinamarca · 18 pts.                                               | Franz Stocher · Áustria · 14 pts.                                                 |
| Keirin                  | Marty Nothstein · Estados Unidos                                                     | Michael Hübner · Alemanha                                                           | Federico Paris · Itália                                                           |
| Meio fundo              | Carsten Podlesch · Alemanha · 85 pts.                                                | Roland Königshofer · Áustria · 57 pts.                                              | Alessandro Tresin · Itália · 42 pts.                                              |
| Tándem                  | França · Fabrice Colas · Frédéric Magné                                              | Alemanha · Emanuel Raasch · Jens Glücklich                                          | Itália · Federico Paris · Roberto Chiappa                                         |

### Feminino
| Evento                 | Ouro                                     | Prata                                    | Bronze                            |
| ---------------------- | ---------------------------------------- | ---------------------------------------- | --------------------------------- |
| Velocidade individual  | Galina Yeniujina · Rússia                | Félicia Ballanger · França               | Oxana Grishina · Rússia           |
| Perseguição individual | Marion Clignet · França · 3:43,399       | Svetlana Samojvalova · Rússia · 3:50,898 | Janie Eickhoff · Estados Unidos · |
| Carreira por pontos    | Ingrid Haringa · Países Baixos · 24 pts. | Svetlana Samojvalova · Rússia · 18 pts.  | Liudmila Harazhanskaya 16 pts.    |

## Medalheiro
| Ordem | País           | Medalha de ouro | Medalha de prata | Medalha de bronze | Total |
| ----- | -------------- | --------------- | ---------------- | ----------------- | ----- |
| 1     | França         | 3               | 2                | 0                 | 5     |
| 2     | Alemanha       | 2               | 2                | 2                 | 6     |
| 3     | Estados Unidos | 2               | 2                | 1                 | 5     |
| 4     | Rússia         | 1               | 2                | 1                 | 4     |
| 5     | Países Baixos  | 1               | 0                | 0                 | 1     |
| 5     | Reino Unido    | 1               | 0                | 0                 | 1     |
| 5     | Suíça          | 1               | 0                | 0                 | 1     |
| 8     | Austrália      | 0               | 1                | 2                 | 3     |
| 9     | Áustria        | 0               | 1                | 1                 | 2     |
| 10    | Dinamarca      | 0               | 1                | 0                 | 1     |
| 11    | Itália         | 0               | 0                | 3                 | 3     |
| 12    | Bielorrússia   | 0               | 0                | 1                 | 1     |
|       | TOTAL          | 11              | 11               | 11                | 33    |